# Lettischer Fußball-Supercup
Der Lettische Supercup (lettisch Latvijas Superkauss) wurde 2013 eingeführt. Er wird von der Latvijas Futbola federācija organisiert und zwischen dem lettischen Meister und dem Pokalsieger ausgetragen. Von 2014 bis 2023 wurde der Wettbewerb nicht gespielt.

## Die Endspiele im Überblick
| Jahr                                  | Ort        | Sieger                | Ergebnis             | Finalist    |
| ------------------------------------- | ---------- | --------------------- | -------------------- | ----------- |
| 0 2013                                | Daugavpils | FC Daugava Daugavpils | 4:1                  | Skonto Riga |
| von 2014 bis 2023 keine Austragung... |            |                       |                      |             |
| 0 2024                                | Riga       | Riga FC               | 1:1 n. V., 5:4 i. E. | FK RFS      |
| 0 2025                                | Riga       | Riga FC               | 3:1                  | FK RFS      |

### Rangliste der Sieger
| Rang | Verein                | Titel | Jahr(e)    |
| ---- | --------------------- | ----- | ---------- |
| 1    | Riga FC               | 2     | 2024, 2025 |
| 2    | FC Daugava Daugavpils | 1     | 2013       |